# Jiří Čadek (fotbalista)
Jiří Čadek (7. prosince 1935, Pavlíkov – 20. prosince 2021) byl český fotbalista, československý reprezentant a účastník Mistrovství světa ve fotbale 1958 ve Švédsku. V roce 2009 byl v internetovém hlasování fanoušků zvolen členem Hvězdné XI Dukly Praha.

## Klubová a reprezentační kariéra
Celou svou ligovou kariéru spojil s Duklou Praha (dříve ÚDA Praha), do níž ho v roce 1954 přivedl z Čakovic Karel Kolský. Zkušený trenér nováčka postavil na místo stopera a Čadek se na tomto postu časem vypracoval v obránce světové úrovně. Celkem za Duklu sehrál 331 ligových utkání. Nevstřelil v nich sice ani jednu branku, ale sedmkrát získal titul mistra republiky (1956, 1958, 1961, 1962, 1963, 1964, 1966) a třikrát československý pohár (1961, 1965, 1966). V Poháru mistrů evropských zemí nastoupil ve 32 utkáních a v Poháru vítězů pohárů nastoupil v 5 utkáních. Za československou reprezentaci pak odehrál 3 zápasy, z toho jeden (proti Severnímu Irsku) na světovém šampionátu ve Švédsku.
Čadek měl přezdívku Čára, ale také Pecháček, protože měl mimořádnou smůlu na vlastní góly, nešťastné teče a penaltové fauly v pokutovém území. Nejkurióznější vlastní gól zaznamenal zřejmě během svého druhého reprezentačního startu, v přátelském utkání s Německem. Tehdy brankář Stacho vykopával, ale nevšiml si, že Čadek se za ním vrací od branky. Když Stacho před výkopem dribloval s míčem o zem, nešťastně trefil Čadkovu patu a míč se odkutálel do sítě. Přesto nakonec Československo v zápase vyhrálo 3:2.
Podle trenéra Dukly Jaroslava Vejvody byl Čadek pro mužstvo nenahraditelný. Ve svých vzpomínkách o něm napsal: „Čadek byl u nás nedoceněný hráč. U žádného našeho fotbalisty nebyl takový rozpor mezi tím, jaký názor si o něm vytvořila veřejnost a jaký skutečně byl. (...) Jeho hra působila neohrabaným dojmem. Když se chystal udělat kličku, trnuli jsme všichni hrůzou, co z toho zas bude. A když zasáhl, vypadalo to, jako když vlétne mezi hráče buldozer. (...) Obecenstvo už předem proti němu pískalo. Protihráči na to hřešili. Jak jen se blížili k Čadkovi, už padali, svíjeli se a čekali, co zapíská rozhodčí. Většinou se dočkali. Rozhodčí na něj pískali desítky, které vůbec nebyly, ale které si někdy vynucovaly rozvášněné bariéry. A smutný Čára stál mezi svými [spoluhráči], kteří na něj řvali, jako hromádka neštěstí. Nebyl žádný surovec, spíš dobrák od kosti, který obstarával v mužstvu úlohu hromosvodu. (...) Jinak byl hráč ohromně spolehlivý. Měl v posledních obranných fázích klíčovou roli. Hrál nekomplikovaně, odrážel nájezdy útočníků soupeře, byl výborný hlavičkář a posílal míče hlavou až za půli soupeře na naše volné útočníky.“
Poté, co v roce 1971 ukončil fotbalovou kariéru, stal se Jiří Čadek vedoucím správy stadionu na Julisce. Řadu let pak ještě předával své bohaté fotbalové zkušenosti žákům Dukly jako jejich trenér a dosud se pravidelně účastní setkání bývalých hráčů Dukly. V roce 2006 bylo Jiřímu Čadkovi uděleno čestné občanství Prahy–Vinoře a v roce 2009 byl v internetovém hlasování fanoušků zvolen členem Hvězdné XI Dukly Praha.

## Ligová bilance
- První ligové utkání: 21. 11. 1954 Baník Kladno – ÚDA Praha 3:0
- Poslední ligové utkání: 21. 6. 1971 Dukla Praha – Baník Ostrava 2:2

| Ročník                                   | Zápasy | Góly | Klub        |
| ---------------------------------------- | ------ | ---- | ----------- |
| Přebor československé republiky 1954     | 1      | 0    | ÚDA Praha   |
| 1. československá fotbalová liga 1956    | 14     | 0    | Dukla Praha |
| 1. československá fotbalová liga 1957/58 | 30     | 0    | Dukla Praha |
| 1. československá fotbalová liga 1958/59 | 26     | 0    | Dukla Praha |
| 1. československá fotbalová liga 1959/60 | 24     | 0    | Dukla Praha |
| 1. československá fotbalová liga 1960/61 | 23     | 0    | Dukla Praha |
| 1. československá fotbalová liga 1961/62 | 22     | 0    | Dukla Praha |
| 1. československá fotbalová liga 1962/63 | 20     | 0    | Dukla Praha |
| 1. československá fotbalová liga 1963/64 | 24     | 0    | Dukla Praha |
| 1. československá fotbalová liga 1964/65 | 24     | 0    | Dukla Praha |
| 1. československá fotbalová liga 1965/66 | 26     | 0    | Dukla Praha |
| 1. československá fotbalová liga 1966/67 | 18     | 0    | Dukla Praha |
| 1. československá fotbalová liga 1967/68 | 21     | 0    | Dukla Praha |
| 1. československá fotbalová liga 1968/69 | 11     | 0    | Dukla Praha |
| 1. československá fotbalová liga 1969/70 | 27     | 0    | Dukla Praha |
| 1. československá fotbalová liga 1970/71 | 20     | 0    | Dukla Praha |
| CELKEM 1. liga                           | 331    | 0    |             |